# Kabelgast
Een kabelgast was een scheepsgezel van de dekdienst op een koopvaardijschip.
De kabelgast was belast met het toezicht, de inventaris en het uitgeven en onderhoud van de in het kabelgat opgeslagen dekuitrusting. Hij stond meestal direct onder de bootsman en kan in rang vergeleken worden met een korporaal van het Korps Mariniers.